# David Macdonald
David Macdonald, né Dorjé en 1870 ou 1873 à Darjeeling, mort le 6 juillet 1962 à Darjeeling, est un Anglo-sikkimais qui fut agent commercial britannique (trade agent) au Tibet dans le premier quart du XXe siècle. Né d'un père écossais et d'une mère lepcha, il parlait couramment l'anglais et le tibétain.
Selon Peter Bishop, il appartient à la lignée des agents britanniques chargés des affaires tibétaines – Charles Alfred Bell, Hugh E. Richardson, Frederick Marshman Bailey, Leslie Weir, Derrick Williamson, Basil Gould – qui formèrent l'armature des rapports de la Grande-Bretagne avec le Tibet.
La possibilité de vivre et de voyager au Tibet jointe à sa connaissance du tibétain parlé et du tibétain littéraire lui permirent d'observer la culture tibétaine et de la rendre accessible aux Européens dans ses publications.
Originellement bouddhiste, il fut converti au christianisme par Fredrik Franson (en) de The Evangelical Alliance Mission (en). Il fut associé à la « Traduction tibétaine du Nouveau Testament » (Tibetan Translation of the New Testament) et fonda une petite église à Yatoung au Tibet. 

## Biographie

### Origines et études
Né à Darjeeling d'un père écossais et d'une mère sikkimaise d'ethnie lepcha, David Macdonald, parlait couramment l'anglais et le tibétain. Son père était un planteur de thé écossais qui avait quitté l'Inde alors que son fils était âgé de six ans. Il avait toutefois laissé à la mère de l'enfant de quoi vivre convenablement et une allocation non négligeable (pour l'époque) de 20 roupies par mois pour payer les études de David. Sa mère lui fit porter des habits tibétains pour pouvoir l'inscrire au pensionnat bothia de Darjeeling.

### Débuts de carrière
Ses études terminées, il travailla pour les services de vaccination du gouvernement du Bengale, faisant régulièrement la tournée des villages du district de Darjeeling. Il put ainsi se familiariser avec les mœurs et coutumes et la vie quotidienne de la paysannerie de cette région himalayenne.
Il passa ensuite au service du tibétologue Laurence Waddell qu'il aida dans ses recherches sur les canons du bouddhisme tibétain et leurs commentaires ainsi que sur les coutumes, traditions et superstitions des Tibétains.

### Conversion au christianisme et participation à la traduction de la Bible
Originellement bouddhiste, il fut converti au christianisme par Fredrik Franson (en), de The Evangelical Alliance Mission (en), ainsi que le rapporte Gergan Dorje Tharchin en 1970, et devint un fervent chrétien. Vers 1903, il participa, avec J. F. Frederickson, de l'Alliance missionnaire scandinave, et H. Graham Sandberg, un chapelain anglican, à la traduction du Nouveau Testament en tibétain. Vers 1910, il révisa l'Ancien Testament traduit dans la même langue par Joseph Gergan et August Hermann Francke.

### Participation à l'expédition militaire britannique au Tibet
En 1904, Il fut l'assistant de Waddell doublé d'un interprète dans le cadre de l'expédition militaire de Younghusband au Tibet. Il fut chargé de collecter, classer et cataloguer, pour le compte du Musée britannique et de la Bibliothèque Bodléienne, les livres et les objets d'art pris dans les monastères et les dzongs et transportés en Inde sur le dos de 400 mules,,. Il sut obtenir les bonnes grâces de la plupart des figures importantes concernées par l'expédition, qu'elles soient britanniques ou tibétaines, et éviter de prendre parti pour l'une ou l'autre des factions existantes chez les officiers.
Par ses compétences et ses talents, Macdonald attira l'attention des responsables britanniques, dont Charles Bell qui lui assura la protection dont il avait  besoin pour surmonter les préjugés du Raj à l'encontre des Anglo-indiens.

### De l'agent commercial au Tibet au représentant politique au Sikkim
En 1909, quand il fut décidé de nommer un fonctionnaire comme agent commercial (trade agent) à Yatoung, Bell proposa le poste à Macdonald. De juillet 1909 à octobre 1924, celui-ci fut l'agent commercial  britannique à Yatung et Gyantsé, puis, pendant 4 mois en 1921, le représentant politique (political officer) de l'empire britannique au Sikkim,,,.
Après leur séjour à Lhassa, l'exploratrice Alexandra David-Néel, exténuée « sans argent et en haillons », et son futur fils adoptif Lama Yongden, furent accueillis chaleureusement par la famille Macdonald (et leurs neuf enfants) à Gyantsé en mai 1924. Hébergée chez eux une quinzaine de jours, elle put gagner le nord de l'Inde par le Sikkim grâce en partie aux 500 roupies qu'elle emprunta à Macdonald et aux papiers nécessaires que celui-ci et son gendre, le capitaine Perry, purent lui procurer,,.
En 1925, Macdonald accueillit et recueillit Edwin Schary, un Américain arpentant le Tibet à la recherche des célèbres mahatmas (grands initiés). Il le trouva à sa porte, selon ses termes « rongé par la vermine, affamé et très malade ». Quelques années plus tard, Macdonald devait préfacer le récit de cette quête publié sous le titre In search of the Mahatmas of Tibet.
Les dernières années de sa carrière furent entachées par des ennuis liés à son gendre, le capitaine Perry. En 1923, pour que ce dernier obtienne le poste de chef de la toute nouvelle force de police de Lhassa, Macdonald s'était entremis auprès du dalaï-lama. Cela lui valut d'être réprimandé et rétrogradé par le gouvernement de l'Inde.
À Gyantsé, Macdonald fut remplacé par Derrick Williamson, du moins dès que ce dernier, arrivé en mai 1924, eut réchappé d'une fièvre presque mortelle qui retarda de six semaines la passation de poste.

### Rencontres avec le13edalaï-lama
Selon Lord Ronaldshay, Macdonald sauva la vie du 13e dalaï-lama en l'aidant à franchir la frontière indienne quand il fut contraint de s'enfuir en janvier-février 1910.
À la Noël 1920, il fut invité par Charles Bell, à l'accompagner à Lhassa. À l'insu de Delhi, il y passa un mois et y rencontra à plusieurs reprises le 13e dalaï-lama. Lorsque le gouvernement de l'Inde eut vent de sa présence à Lhassa, il lui ordonna de rentrer à Yatoung.

### L'Himalayan Hotel
The Himalayan Hotel à Kalimpong, est décrit en 1936 comme étant la maison familiale de Macdonald, alors âgé. De fait, Macdonald avait fait construire la maison en 1925 puis, ses enfants ayant grandi, avait converti celle-ci en hôtel, ce qu'elle est encore de nos jours. Pendant la première moitié du XXe siècle, l'édifice, construit dans le style des cottages anglais, accueillit des visiteurs distingués, entre autres les tibétologues Charles Bell et Pierre de Grèce, l'alpiniste Heinrich Harrer (l'auteur de Sept années d'aventures au Tibet), et Basil Gould, le représentant politique britannique au Sikkim, Bhoutan et Tibet entre 1935 et 1945. 
Dans les années 1930 et 1949, Macdonald fit plusieurs tentatives pour retourner au Tibet en mission officielle mais sans succès. Sa demande d'autorisation de se rendre à Gyantsé en 1931 fut rejetée par Leslie Weir, l'agent politique britannique au Sikkim.

### Épilogue
David Macdonald décéda le 6 juillet 1962 à Darjeeling. Il était l'époux d'Alice Curtis, une Eurasienne comme lui, d'origine anglaise et sherpa, sous l'influence de laquelle, selon Alex McKay, il était devenu chrétien avant d'entrer au service du gouvernement.

## Œuvre
David Macdonald est l'auteur de plusieurs livres faisant autorité sur le Tibet. Son grand œuvre est The Land of the Lama, ouvrage paru en 1929 et traitant de la contrée et de sa population sous les aspects physique, social, culturel, administratif et économique, véritable encyclopédie sur le Tibet dont se sont inspirés nombre d'auteurs ultérieurs.
En 1930, il publia un guide de voyage, Touring in Sikkim and Tibet, où, après une rapide présentation des deux contrées, il décrit les itinéraires permettant de gagner Gyantsé au Tibet en passant par le Sikkim (à l'époque protectorat britannique) puis la vallée tibétaine de Chumbi, le tout assorti d'indications pratiques pour les voyageurs de l'époque.
Deux ans plus tard, il publie Twenty Years in Tibet, livre où il relate les événements ayant marqué le premier quart du XXe siècle dans les régions frontière nord-est de l'Inde, dont l'expédition militaire de Younghusband à Lhassa en 1904, la fuite du 13e dalaï-lama en Inde en 1910 et son retour à Lhassa en 1912.
En raison de sa connaissance du tibétain parlé comme du tibétain littéraire, Macdonald se vit confier par le tibétologue britannique Charles Alfred Bell la relecture et la correction de son dictionnaire anglais-tibétain (English-Tibetan Colloquial Dictionary) paru en 1920.
En plus du tibétain de Lhassa, Macdonald maîtrisait également le dzongkha, le bengali, le lepcha, le népalais et l'hindi. Il fut en contact avec les promoteurs du « Dictionnaire géographique du Sikkim » (Sikkim Gazetteer), de l'« Enquête sur les langues de l'Inde » (Linguistic Survey of India (en)) et de la « Traduction tibétaine du Nouveau Testament » (Tibetan Translation of the New Testament).

## Publications
- (en) The Land of the Lama: a description of a country of contrasts & of its cheerful, happy-go-lucky people of hardy nature & curious customs; their religion, ways of living, trade, and social life, With a foreword by the Earl of Ronaldshay, Seeley, Service & Co., 1929, 283 p. (réédité sous le titre Cultural Heritage of Tibet en 1963 par Light-Life Publishers, puis en 1978 à New Delhi)
- (fr) Mœurs et coutumes des Thibétains, préface du comte de Ronaldshay, traduction française par R. Bilot, Payot, 1930, 262 p. (traduction en français du précédent)
- (en) Touring in Sikkim and Tibet, Kalimpong, 1930 (réédité en 1999 par Asian Educational Services, New Delhi, 142 p.)
- (en) Tibetan Tales, foreword by L. Austin Waddell, in Folklore, vol. 42, 1931 (traduction en anglais de 9 contes tibétains)
- (en) Twenty Years in Tibet: intimate & personal experiences of the closed land among all classes of its people from the highest to the lowest, with a foreword by the Earl of Lytton, Seeley, Service & Co., London, 1932, 312 p.
- (en) Préface (avec le chanoine CE Tyndale-Biscoe) du livre d'Edwin Gilbert Schary, In Search of the Mahatmas of Tibet, Seeley, Service & co., 1937, viii + 294 p.
- (en) Tibet, H. Milford, Oxford University Press, 1945, 31 p.